# Alpenus diffinis
Alpenus diffinis là một loài bướm đêm thuộc phân họ Arctiinae, họ Erebidae.